# Peter Richter (Fußballspieler, 1941)
Peter Richter (* 25. Januar 1941) ist ein ehemaliger deutscher Fußballspieler, der 1966/67 für die BSG Wismut Gera 25-mal in der DDR-Oberliga, der höchsten Spielklasse im DDR-Fußball, spielte.

## Sportliche Laufbahn
Bis 1962 spielte Peter Richter Fußball bei der Betriebssportgemeinschaft (BSG) Traktor im thüringischen Großenstein, zehn Kilometer von der damaligen Kreisstadt Gera entfernt. Zur Saison 1962/63 schloss sich Richter im Alter von 21 Jahren dem zweitklassigen DDR-Ligisten Wismut Gera an. Dort wurde er bereits in seiner ersten Saison mit 22 Einsätzen bei 26 Punktspielen und fünf erzielten Toren zum Stammspieler. Diesen Status behauptete er zunächst bis zur Saison 1965/66. In dieser Spielzeit bestritt er 20 von 30 Punktspielen, schoss sieben Tore und hatte damit erheblichen Anteil am Aufstieg der BSG Wismut in die DDR-Oberliga.
In der Oberligasaison 1966/67 fehlte Richter nur bei einem von 26 Punktspielen. Er wurde stets als Stürmer eingesetzt und spielte vorwiegend auf der halblinken Position. Mit seinen acht Treffern war er erfolgreichster Torschütze seiner Mannschaft, doch änderten seine Tore nichts an der schlechten Tordifferenz von 27:57. Da auch nur vier Siege erreicht wurden, stieg Wismut Gera nach einem Jahr wieder aus der Oberliga ab.
Nach einer Saison mit nur neun DDR-Liga-Einsätzen schaffte Richter 1968/69 wieder den Sprung in die Stammelf der Geraer. Er blieb Stammspieler bis 1972, in den vier Spielzeiten 1968/69 bis 1971/72 erreichte er in den 112 ausgetragenen Punktspielen 96 Einsätze. In der Spielzeit 1970/71 wurde er erneut mit acht Toren Schützenkönig der Geraer. Mit 31 Jahren ging Richter 1972/73 in seine letzte DDR-Liga-Saison. Er kam nur noch neunmal zum Einsatz und schoss seine beiden letzten Tore für die DDR-Liga-Mannschaft. Damit kam er auf 56 Tore innerhalb von elf Spielzeiten, in denen er sich jedes Mal in die Torschützenliste eintrug. Insgesamt bestritt Richter für die BSG Wismut Gera 232 Punktspiele.